# Імітація життя (фільм, 1934)
«Імітація життя» (англ. Imitation of Life) — американська мелодрама 1934 року режисера Джона М. Стала, знята кінокомпанією Universal Pictures. В 1935 році фільм був номінований на 3 премії «Оскар»: видатна постановка (Джон М. Стал), найкращий звук (Теодор Содерберґ) та найкращий асистент режисера (Скотт Біл).

## Сюжет
Вдова Бі Пуллман наймає чорношкіру економку Делайлу Джонсон. Бі і її дочка Джессі незабаром починають ставитися до Делайли і її дочки Пеоли, як до членів родини. Через п'ять років починаються складності: Джессі, не дуже старанна учениця, яка покладається на свою зовнішність, виявляється першою, хто назвав Пеолу «чорною». Світлошкіра Пеола не говорить в школі, що вона «кольорова», і несподівана поява її матері обертається приниженням.
Тим часом Бі відкриває млинцевий ресторан, в якому готує Делайла, потім організовує ще більш успішне підприємство з виготовлення борошна млинців. Попри те, що Делайла отримує 20 % доходу, вона як і раніше служить економкою.
Проходить десять років. 18-річна Джессі, приїхавши додому на канікули, закохується в залицяльника матері Стівена Арчера, спочатку не підозрюючи про це. Пеола, що соромиться свого афро-американського походження, намагається прикинутись «білою»: втікши з негритянського коледжу, вона влаштовується касиром в магазин для білих.

## У ролях
- Клодетт Колбер — Беатрис «Бі» Пуллман
- Воррен Вільям — Стів Арчер
- Рошель Гадсон — Джессі Пулман (18 років)
- Нед Спаркс — Елмер Сміт
- Луїз Біверс — Делайла Джонсон
- Фреді Вошингтон — Пеола Джонсон (19 років)
- Алан Гейл-старший — Мартін, мебляр